# 裸牙海鯰
裸牙海鯰為輻鰭魚綱鯰形目海鯰科的其中一種，分布於亞洲新幾內亞島的Lorentz河流域，棲息在溪流，底棲性魚類，屬肉食性。

## 擴展閱讀
維基物種上的相關：裸牙海鯰